# Keldian
Keldian é uma banda norueguesa de symphonic power metal que lançou seu primeiro álbum em 2007, intitulado Heaven's Gate. A sonoridade da banda é uma mistura do rock da década de 1980 com influencias de symphonic metal.

## Historia
De acordo seu website, a banda começou como um projeto experimental de classic rock para uma nova era. Andresen e Aardalen também participaram em 2005 de um projeto cover chamado  Top Guns, que toca musicas de pop e rock dos anos 1980s . 
O nome da banda vem de uma velha palavra nórdica «kelde», que significa outspring em Inglês. A banda se inspira em Ficção cientifica e espiritualismo para escrever suas letras, e que o nome da banda foi escolhido para refletir sobre as raízes da alma que estão intimamente ligadas ao destino humano escrito nas estrelas.
Em 2008, Keldian lançou seu segundo álbum Journey of Souls, que recebeu criticas favoráveis de diversas partes do mundo. No próprio site da banda existe um arquivo de magazines que mostram a quantidade de elogios para a banda.
A banda ainda não fez turnês, sendo que em diversas entrevistas afirma que primeiro criará um numero grande musicas para poderem finalmente sair em Turnê. O único material ao vivo que existe são gravações de  Andresen e Aardalen com seu projeto musical  Alien Love Gardeners, embora sendo bem difíceis de serem achados. 
Keldian assinou com a gravadora American label Perris Records, que cobre a maioria das bandas norueguesas com trabalhos internacionais. 
Em 2008 fontes próxima a banda afirmaram que um CD estava na fase inicial de produção, o que seria o terceiro álbum do grupo. A banda confirmou em seu website que um disco estava em produção, mas sem previsão de entrega.
Em setembro de 2009, Christer Andresen anunciou no seu blog no Myspace que eles estavam gravando um novo disco com previsão para ser lançado no verão de 2010.

## Membros
- Christer Andresen - Vocal, Guitarras, Baixo
- Arild Aardalen - teclado, vocal

### Membros associados
- Jørn Holen (Vreid, Windir) - bateria
- H-man (LA Guns, The Black Crowes) - bateria
- Per Hillestad (Lava, a-ha) - bateria
- Maja Svisdahl - vocal
- Anette Fodnes - vocal
- Gunhild Mathea Olaussen - violino

## Discografia
- Demo (2005)
- Heaven's Gate (2007)
- Journey of Souls (2008)
- Outbound (2013)
- Darkness And Light (2017)
- The Bloodwater Rebellion (2022)